# Карнаухово (Новгородская область)
Карнаухово — деревня в Валдайском районе Новгородской области. Входит в состав Любницкого сельского поселения.

## География
Деревня на расстоянии 31 км (по прямой) к северо-западу от города Валдай, административного центра района.

### Часовой пояс
Деревня Карнаухово, как и вся Новгородская область, находится в часовой зоне МСК (московское время). Смещение применяемого времени относительно UTC составляет +3:00.

## Население
| 2010 |
| ---- |
| 2    |

## Улицы
В деревне имеется одна улица — Центральная.